# Lucille Ball
Lucille Désirée Ball Morton (Jamestown, Nova York, 6 d'agost de 1911 - Los Angeles, Califòrnia, 26 d'abril de 1989) va ser una actriu còmica estatunidenca i posteriorment també productora. Gràcies a la sèrie de televisió I Love Lucy es va convertir en una de les estrelles més populars dels Estats Units.

## Biografia
El 1925 va decidir ingressar en una escola d'art dramàtic de John Murray Anderson i va treballar com a model i corista. Allà coincidiria amb una altra futura estrella, l'actriu Bette Davis. Ball va deixar l'escola pocs dies després d'ingressar, ja que el seu professor va considerar que era massa tímida i que no tenia futur en la interpretació. El 1930 se'n va anar a viure a la ciutat de Nova York on es va convertir en model.
El 1933 es va traslladar a Hollywood i va aconseguir ser contractada per Samuel Goldwyn com a noia Goldwyn, apareixent breument en diversos títols com Roman Scandals (1933) de Frank Tuttle o Kid Millions (1934) de Roy del Ruth. També va aparèixer en diversos films com a ballarina o actriu secundària en petits papers: Dames de teatre (1937, Gregory La Cava) amb Katharine Hepburn i Ginger Rogers o L'hotel dels embolics (1938, William A. Seiter), amb els Germans Marx. El 1940 va signar un contracte amb la Metro-Goldwyn-Mayer però no va arribar a intervenir en massa pel·lícules de relleu llevat de Balla, noia, balla (1940) de Dorothy Arzner amb Maureen O'Hara, i Ziegfeld Follies (1945) de Vincente Minnelli al costat de Judy Garland, Fred Astaire i Gene Kelly, arribant a ser coneguda com «la reina de les pel·lícules de sèrie B».
Els anys 40 van ser clau per a l'evolució artística de Lucille i el seu casament amb el jove actor i músic cubà Desi Arnaz el 1940 (ambdós havien aparegut en la pel·lícula Too Many Girls) va suposar tot un impuls a la seva carrera. En el cinema va destacar en pel·lícules com el western Valley of the Sun (1942) de George Marshall, Without Love (1945) al costat de la parella Spencer Tracy i Katharine Hepburn o Easy Living (1949) de Jacques Tourneur, però el seu autèntic salt a la fama es va produir amb el seu programa radiofònic titulat My Favorite Husband, on des de 1947 representava a una esbojarrada mestressa de casa que va calar molt profund entre l'audiència estatunidenca. El programa va durar fins al 1951, any en què la CBS li va proposar traspassar el seu triomf a la televisió.
Lucille va dir que sí, però volia el seu marit Desi Arnaz com a coprotagonista, petició que la CBS va acceptar de bon grat. Poc després, van iniciar la gravació d'I Love Lucy, una sèrie que va estar en pantalla sis anys, des de 1951 fins al 1957. Aquest gran triomf a la televisió va provocar que Lucille es despreocupés per la seva carrera cinematogràfica i a partir dels 50 en endavant protagonitzaria poques vegades alguna pel·lícula.
Entre la desena de títols en què va intervenir en la seva última etapa com a actriu els més destatables són Fancy Pants (1950) de George Marshall, The Long, Long Trailer (1954) de Vincente Minnelli, The Facts of Life (1960) de Melvin Frank i la comèdia domèstica co-protagonitzada per Henry Fonda i denominada Teus, meus i nostres (1968). L'enorme èxit televisiu de Lucille no es va quedar amb I Love Lucy, ja que posteriorment amb altres emissions de programes anomenats The Lucille Ball Show o Here's Lucy, Lucille es va convertir en una de les personalitats més importants dins del xou business americà. El 1960, Lucille Ball s'havia divorciat de Arnaz, contraient matrimoni l'any següent amb el còmic Gary Morton. En aquesta època va iniciar la seva carrera com a productora, essent la primera dona que va estar al capdavant d'una productora televisiva.
Lucille Ball va morir en un hospital de Los Angeles el 26 d'abril de 1989 a l'edat de 77 anys.

## Filmografia seleccionada
- The Bowery (1933)
- Broadway Through a Keyhole (1933)
- Blood Money (1933)
- Roman Scandals (1933)
- Moulin Rouge (1934)
- Nana (1934)
- Hold That Girl (1934)
- Bottoms Up (1934)
- Murder at the Vanities (1934)

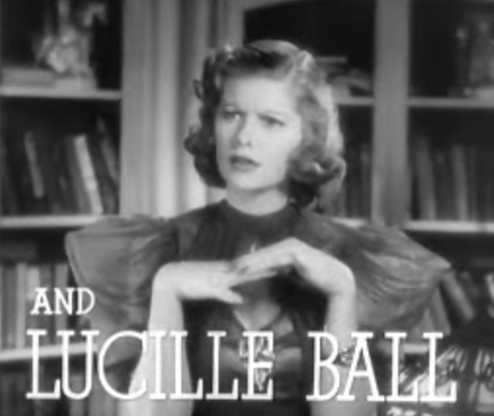
Lucille Ball a Dames de teatre (1937).

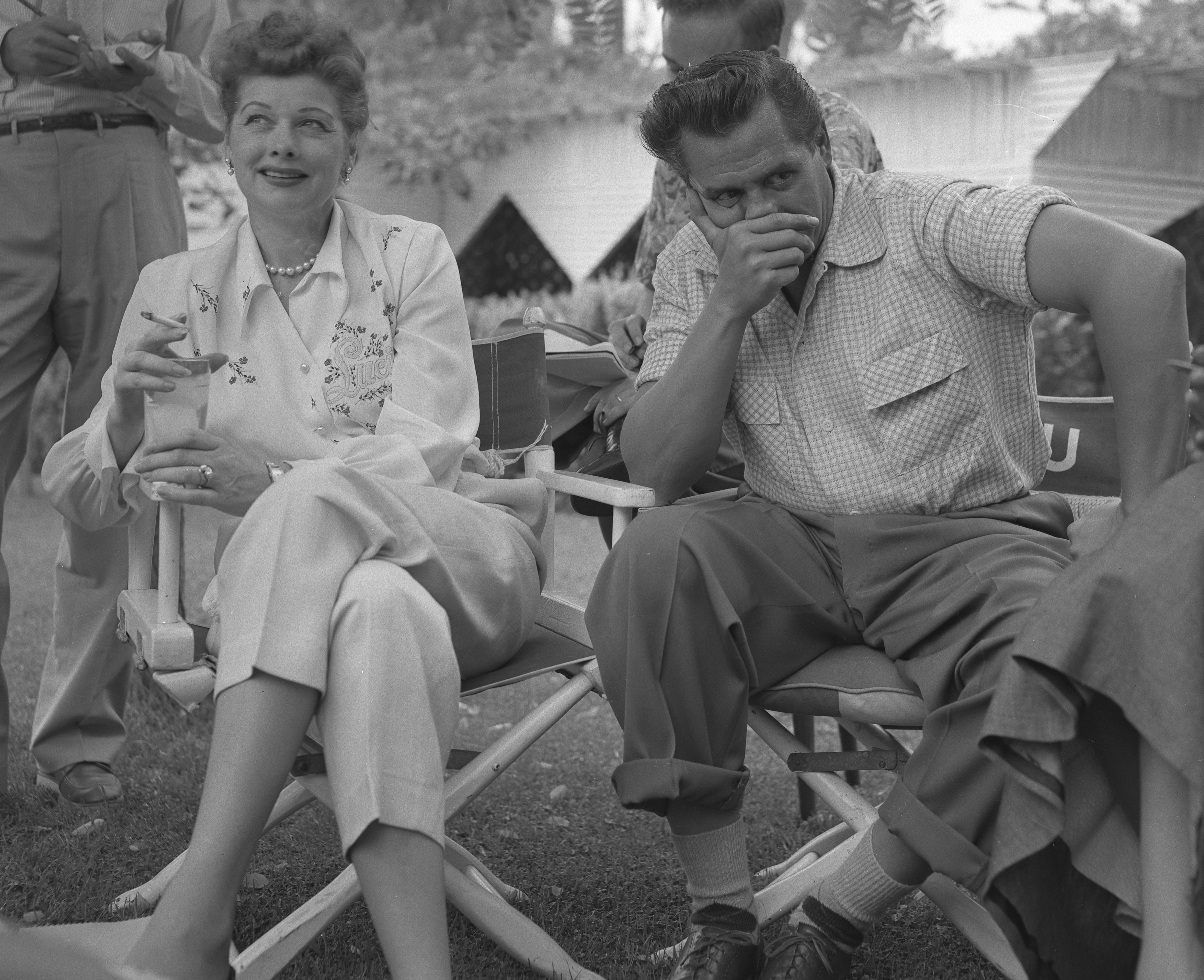
Lucille Ball amb el seu marit Desi Arnaz (1953).

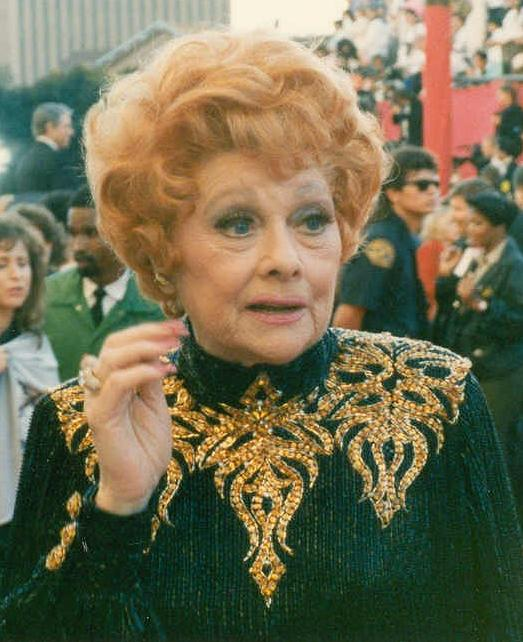
Lucille Ball a la cerimònia dels Oscars de 1989, en la seva darrera aparició en públic.

- Bulldog Drummond Strikes Back (1934)
- The Affairs of Cellini (1934)
- Kid Millions (1934)
- Men of the Night (1934)
- Broadway Bill (1934)
- Jealousy (1934)
- Fugitive Lady (1934)
- Behind the Evidence (1935)
- Carnival (1935)
- The Whole Town's Talking (1935)
- I'll Love You Always (1935)
- Old Man Rhythm (1935)
- Barret de copa (Top Hat) (1935)
- Els tres mosqueters (The Three Musketeers) (1935)
- I Dream Too Much (1935)
- Chatterbox (1936)
- Muss 'em Up (1936)
- Seguim la flota (Follow the Fleet) (1936)
- The Farmer in the Dell (1936)
- Bunker Bean (1936)
- Winterset (1936)
- That Girl from Paris (1936)
- Don't Tell the Wife (1937)
- Dames de teatre (Stage Door) (1937)
- Go Chase Yourself (1938)
- El plaer de viure (Joy of Living) (1938)
- Having Wonderful Time (1938)
- The Affairs of Annabel (1938)
- L'hotel dels embolics (Room Service) (1938)
- Annabel Takes a Tour (1938)
- Next Time I Marry (1938)
- Beauty for the Asking (1939)
- Twelve Crowded Hours (1939)
- Panama Lady (1939)
- Five Came Back (1939)
- That's Right You're Wrong(1939)
- The Marines Fly High (1940)
- You Can't Fool Your Wife (1940)
- Balla, noia, balla (Dance, Girl, Dance) (1940)
- Too Many Girls (1940)
- A Girl, a Guy, and a Gob (1941)
- Look Who's Laughing (1941)
- Valley of the Sun (1942)
- El carrer gran (The Big Street) (1942)
- Seven Days' Leave (1942)
- Best Foot Forward (1943)
- Du Barry Was a Lady (1943)
- Thousands Cheer (1943)
- Meet the People (1944)
- Without Love (1945)
- Abbott and Costello in Hollywood (1945) (Cameo)
- Ziegfeld Follies (1946)
- The Dark Corner (1946)
- Two Smart People (1946)
- Easy to Wed (1946)
- Lured (1947)
- Her Husband's Affairs (1947)
- Sorrowful Jones (1949)
- Miss Grant Takes Richmond (1949)
- Easy Living (1949)
- A Woman of Distinction (1950) (Cameo)
- Fancy Pants (1950)
- Els problemes de la Sally (The Fuller Brush Girl) (1950)
- The Magic Carpet (1951)
- I Love Lucy (1951-57)
- The Long, Long Trailer (1954)
- Forever, Darling (1956)
- The Facts of Life (1960)
- The Lucy Show (1962–68)
- Critic's Choice (1963)
- A Guide for the Married Man (1967, narradora)
- Teus, meus i nostres (Yours, Mine and Ours) (1968)
- Here's Lucy (1968-74)
- Mame (1974)